# ماکسباس (داکوتای شمالی)
ماکسباس(به انگلیسی: Maxbass) شهری در ایالت داکوتای شمالی کشور ایالات متحده آمریکا است که جمعیت آن در سرشماری سال ۲۰۱۰ میلادی، ۸۴ نفر بوده‌است.